# Valorbiquet
Valorbiquet – gmina we Francji, w regionie Normandia, w departamencie Calvados. 1 stycznia 2016 roku połączono pięć wcześniejszych gminy: La Chapelle-Yvon, Saint-Cyr-du-Ronceray, Saint-Julien-de-Mailloc, Saint-Pierre-de-Mailloc oraz Tordouet. Siedzibą gminy została miejscowość Saint-Cyr-du-Ronceray. W 2013 roku populacja wyżej wymienionych gmin wynosiła 2472 mieszkańców.